# Villetritouls
Villetritouls  es una pequeña localidad y comuna francesa situada en la región administrativa de Languedoc-Rosellón, en el departamento de Aude y distrito de Carcasona.
Sus habitantes reciben el gentilicio en idioma francés de Villetritoulois(es).

## Demografía
| 34 | 40 | 23 | 26 | 28 | 33 |
| Para los censos de 1962 a 1999 la población legal corresponde a la población sin duplicidades (Fuente: INSEE [Consultar]) |    |    |    |    |    |